# Гастонвил (Пенсилванија)
Гастонвил (енгл. Gastonville) насељено је место без административног статуса у америчкој савезној држави Пенсилванија.

## Демографија
По попису из 2010. године број становника је 2.818, што је 184 (-6,1%) становника мање него 2000. године.
| Група             | 2000.         | 2010.         |
| Белци             | 2.935 (97,8%) | 2.740 (97,2%) |
| Афроамериканци    | 23 (0,8%)     | 18 (0,6%)     |
| Азијати           | 5 (0,2%)      | 11 (0,4%)     |
| Хиспаноамериканци | 29 (1,0%)     | 26 (0,9%)     |
| Укупно            | 3.002         | 2.818         |